# У служби љубави
У служби љубави је седми албум певачице Мире Шкорић. Објављен је 1996. године као ЦД и касета. На овом албуму, Мира обнавља сарадњу са Марином Туцаковић и Александром Радуловићем, који су аутори већине песама. По једну песму компоновали су Рођа Раичевић и Енџи Маврић.

## Песме на албуму
| Песма              | Композитор           | Текстописац             |
| ------------------ | -------------------- | ----------------------- |
| Било би њој        | Александар Радуловић | М. Кон                  |
| Љубавници          | Александар Радуловић | Марина Туцаковић        |
| Много је           | Александар Радуловић | Марина Туцаковић        |
| Зар ти да ми судиш | Е. Маврић            | Марина Туцаковић, Кобра |
| Флерт              | Александар Радуловић | Марина Туцаковић        |
| У служби љубави    | Александар Радуловић | Марина Туцаковић        |
| Дај ми, Боже       | Александар Радуловић | Марина Туцаковић        |
| Тачка прекида      | Александар Радуловић | Марина Туцаковић        |
| Заплакаћеш         | Р. Раичевић          | В. Петковић             |

## Спотови
- Било би њој
- Много је